# Климов, Григорий Яковлевич
Григорий Яковлевич Климов (род. 10 апреля 1933 года) — советский легкоатлет, специализировавшийся в спортивной ходьбе на 50 км. Чемпион СССР (1956, 1962) в спортивной ходьбе на 50 км. Участник летних Олимпийских игр (1956, 1960). Мастер спорта СССР (1956). Мастер спорта СССР международного класса. Заслуженный тренер РСФСР (1977). Заслуженный работник физической культуры Российской Федерации (1997).
Экс-рекордсмен мира по спортивной ходьбе на 50 км — 4:05.13 (1956—1959) и 4:01.39 (1961).

## Биография
Родился 10 апреля 1933 года в Московской области.
С 1956 года выступал за ЦСКА.
Чемпион первой Спартакиады народов СССР 1956 года и бронзовый призёр — 1959 года. Чемпион СССР 1956 и 1962 годов, серебряный призёр 1960 и 1966 годов, бронзовый — 1959 и 1965 годов. Участник Олимпийских игр 1956 и 1960 годов, чемпионата Европы 1962 года.
В 1968 году окончил Государственный дважды орденоносный институт физической культуры имени П. Ф. Лесгафта в Ленинграде.
После окончания спортивной карьеры в 1968 году, стал работать работает тренером ЦСКА. Несколько лет возглавлял СДЮШОР ЦСКА по лёгкой атлетике. С 1998 по 2005 год был тренером команды ЦСКА по спортивной ходьбе.
Наиболее известным его воспитанником является заслуженный мастер спорта по спортивной ходьбе Михаил Щенников — серебряный призёр Олимпиады 1996 года, четырёхкратный чемпион мира в помещении (1987, 1989, 1991, 1993), чемпион Европы 1994, трёхкратный чемпион Европы в помещении (1989, 1990, 1994).

## Основные результаты

### Международные
| Год  | Соревнования                                | Место проведения    | Дисциплина | Место | Результат |
| ---- | ------------------------------------------- | ------------------- | ---------- | ----- | --------- |
| 1956 | Олимпийские игры                            | Мельбурн, Австралия | 50 км      | —     | DNF       |
| 1957 | VI Всемирный фестиваль молодёжи и студентов | Москва, Россия      | 50 км      | 3     | 4:26.05   |
| 1960 | Олимпийские игры                            | Рим, Италия         | 50 км      | —     | DQ        |
| 1962 | Чемпионат Европы                            | Белград, Югославия  | 50 км      | —     | DQ        |

### Чемпионаты СССР
| Год  | Соревнования   | Место проведения | Дисциплина | Место | Результат |
| ---- | -------------- | ---------------- | ---------- | ----- | --------- |
| 1956 | Чемпионат СССР | Москва           | 50 км      | 1     | 4:05.12,2 |
| 1959 | Чемпионат СССР | Москва           | 50 км      | 3     | 4:07.42,0 |
| 1960 | Чемпионат СССР | Москва           | 50 км      | 2     | 4:36.05,0 |
| 1962 | Чемпионат СССР | Москва           | 50 км      | 1     | 4:04.32,6 |
| 1965 | Чемпионат СССР | Алма-Ата         | 50 км      | 3     | 4:02.08,0 |
| 1966 | Чемпионат СССР | Днепропетровск   | 50 км      | 2     | 4:15.58,0 |

## Награды и звания
- Мастер спорта СССР (1956).
- «Заслуженный тренер РСФСР» (1977).
- «Заслуженный работник физической культуры Российской Федерации» (1997)[9].